# Plozk
Plozk (ukrainisch Плоцьк; russisch Плоцк, deutsch Plotzk, rumänisch Plosca oder Ploțc) ist ein Dorf in Bessarabien in der heutigen Ukraine (Oblast Odessa) südlich der Stadt Arzys.

## Geschichte
Der Ort liegt in der historischen Landschaft Bessarabien. Das Gebiet von Bessarabien kam 1812 im Frieden von Bukarest vom osmanischen Vasallenstaat Fürstentum Moldau zusammen mit dem Budschak an das Russische Kaiserreich. Die Neuerwerbung wurde als Kolonisationsgebiet behandelt und zunächst dem Generalgouverneur von Neurussland zugeordnet. Zar Alexander I. rief in einem Manifest von 1813 deutsche Kolonisten ins Land, um die neu gewonnenen Steppengebiete in Neurussland zu kolonisieren. Hier gründeten 1839 deutsche Auswanderer den Ort als Dorf Nummer 23. Er wurde zunächst nach dem Tal, in dem er gegründet wurde, Draguli genannt. Weil ein Großteil der Auswanderer aus dem Gebiet um die heute in Polen liegende Stadt Płock kam, wurde von den Einwohnern beschlossen, den Ort in Plotzk, den deutschen Namen der Stadt, umzubenennen. Der Ort gehört zu den 24 bessarabiendeutschen Mutterkolonien. Sie wurden von Einwanderern gegründet, während Tochterkolonien später von Bewohnern der Mutterkolonien gegründet wurden.
Im Jahre 1918 wurde der Ort ein Teil Rumäniens und blieb dies bis zur sowjetischen Besetzung 1940 und noch einmal von 1941 bis 1945.
Nach der sowjetischen Besetzung Bessarabiens im Sommer 1940, gedeckt vom Hitler-Stalin-Pakt, schlossen sich die bessarabiendeutschen Ortsbewohner im Herbst 1940 der Umsiedlung ins Deutsche Reich unter dem Motto Heim ins Reich an. Eine kleine russische Minderheit verblieb im Ort. Nach dem Ende des Zweiten Weltkriegs siedelten sich Russen und Ukrainer im Ort an.

## Verwaltungsgliederung
Am 12. Juni 2020 wurde das Dorf ein Teil der Stadtgemeinde Arzys; bis dahin war es ein Teil der Landratsgemeinde Wynohradiwka im Südosten des Rajons Arzys.
Seit dem 17. Juli 2020 ist es ein Teil des Rajons Bolhrad.